# Église Saints-Pierre-et-Paul de Torri del Benaco
Pour les articles homonymes, voir Église Saints-Pierre-et-Paul.
L'église Saints-Pierre-et-Paul (italien : chiesa dei Santi Pietro e Paolo ; vénitien : ceza dei Santi Piero e Poło) est une église catholique italienne située à Torri del Benaco, dans la province de Vérone, en Vénétie. Bénite dès 1731 mais achevée en 1769 seulement, elle est dédiée à saint Pierre et saint Paul.

## Annexe